# Lepidostoma reimoseri
Lepidostoma reimoseri är en nattsländeart som beskrevs av Oliver S. Flint Jr. och Bueno-soria 1977. Lepidostoma reimoseri ingår i släktet Lepidostoma och familjen kantrörsnattsländor. Inga underarter finns listade i Catalogue of Life.